# Hvidovre IF
Hvidovre Idrætsforening (eller Hvidovre IF, HIF) er en dansk fodboldklub hjemmehørende på den københavnske vestegn i forstaden Hvidovre. Klubben blev stiftet den 15. oktober 1925 og førsteholdet rykker i efteråret 23 op i Superligaen efter en pause på 26 år. Hjemmebanekampene afvikles på Hvidovre Stadion. Klubben har vundet tre Danmarksmesterskaber i sæsonerne 1966, 1973 og 1981 og et enkelt pokalmesterskab i 1980.

## Historie
Hvidovre IF spillede fra 1965 til 1985 i alt 17 sæsoner i den bedste række og vandt i den periode tre danske mesterskaber og en pokaltitel.
I 1962 rykkede Hvidovre IF op i 3. division og steg med raketfart mod toppen af dansk fodbold, kulminerende med DM-guld i 1966. I begyndelsen af 1970erne var Hvidovre IF i flere sæsoner involveret i kampen om mesterskabet. I 1970 lå Hvidovre IF på førstepladsen før sidste spillerunde, men mistede guldet efter nederlag på udebane til Vejle BK. I 1973 blev det endelig til et mesterskab igen. Blandt andet takket være angriberen Hans Aabech, der satte scoringsrekord med 28 mål i 22 kampe. Men da både Hans Aabech og træneren Arne Sørensen forlod klubben, rykkede Hvidovre IF ud af 1. division året efter.
I 1979 vendte Hvidovre IF tilbage til den bedste række, John Sinding blev træner, og Hvidovre IF vandt i 1980 pokalfinalen med 5-3 over Lyngby BK for sæsonen efter at vinde Danmarksmesterskabet for tredje gang i klubbens historie. Klubbens helt store profil i denne periode var angriberen Michael Manniche, som i 1983 blev solgt til den portugisiske klub SL Benfica.
I 1984 lykkedes det Hvidovre IF at få fat i det unge målmandstalent Peter Schmeichel. Hvidovre IF rykkede dog ud af 1. division i 1985, men vendte med Peter Schmeichel på holdet tilbage året efter. Peter Schmeichel skiftede dog efter oprykningen til Brøndby IF, og Hvidovre rykkede i 1987 ned igen.
Herefter begyndte en stor sportslig nedtur for klubben, der endte i 1990 med, at Hvidovre IF rykkede ned i Danmarksserien for første gang i 41 år. Med Jan Kalborg som træner vendte klubben dog i sæsonen 1996-1997 igen tilbage i Superligaen for en enkelt sæson.
Fra 1997 til 2003 spillede Hvidovre i den næstbedste række, 1. division, og perioden 2000 til 2002 investerede Peter Schmeichel i klubben. Men, da den tidligere landsholdsmålmand trak sig fra projektet, forsvandt det økonomiske grundlag for topfodbold, og Hvidovre IF endte i 2004 med igen at rykke ned i Danmarksserien.

## Hvidovre i Europa
Hvidovre IF spillede klubbens første europæiske klubturneringskamp d. 9. november 1966 i Messebyturneringen på udebane mod Eintracht Frankfurt, der endte med nederlag på 1-5.
I 1967 sendte Hvidovre overraskende de schweiziske mestre FC Basel ud af Mesterholdenes Europa Cup med sammenlagt 5-4. Og og i næste runde lykkedes det sensationelt at spille 2-2 mod den spanske storklub Real Madrid foran 40.663 i Idrætsparken. Hvidovre var dog chanceløse i returkampen. Foran 90.000 tilskuere på Estadio Santiago Bernabéu i Madrid vandt madrilenerne 4-1.
Fra 1969 til 1982 kvalificerede Hvidovre IF sig yderligere fem gange til en europæisk klubturnering. I 1972 spillede Hvidovre i UEFA Cup mod Borussia Mönchengladbach med flere vesttyske landsholdsstjerner og den danske angriber Henning Jensen og tabte sammenlagt 6-1.
Klubbens største kamp var uden tvivl mødet med Juventus FC i Mesterholdenes turnering i sæsonen 1982-83. Det første møde på dansk grund tabte Hvidovre med 1-4 i Idrætsparken foran mere end 30.000 tilskuere, men i returkampen på Stadio Comunale i Torino lykkedes det overraskende at hente en 3-3 hjem efter at man havde været bagud med 1-3. Juventus rådede på det tidspunkt over flere af de spillere, som sommeren forinden havde vundet VM med Italien: Dino Zoff, Claudio Gentile, Antonio Cabrini, Gaetano Scirea, Marco Tardelli og Paolo Rossi. Derudover havde Juventus også Boniek fra Polen og Platini fra Frankrig på holdet; begge havde også hovedroller i VM 1982.

## Titler
Danmarksmesterskabet
- Vinder (3): 1966, 1973, 1981
- Sølv (1): 1971
- Bronze (1): 1970

Pokalturneringen
- Vinder (1): 1980

## Spillere

### Nuværende trup
Opdateret 21. mars 2025
| Nr. | Land           | Position | Spiller                    |
| --- | -------------- | -------- | -------------------------- |
| 1   | Danmark        | MM       | Theo Sander                |
| 2   | Danmark        | FO       | Daniel Stenderup (anfører) |
| 4   | Danmark        | MI       | Zamir Aliji                |
| 6   | Danmark        | MI       | Jonas Gemmer               |
| 7   | Danmark        | AN       | Jagvir Singh               |
| 9   | Danmark        | AN       | Fredrik Högh               |
| 10  | Danmark        | MI       | Martin Spelmann            |
| 11  | Danmark        | MI       | Mads Kaalund               |
| 13  | Danmark        | MM       | Alfred Maslen              |
| 14  | Danmark        | AN       | Christian Jakobsen         |
| 15  | Nordmakedonien | FO       | Ahmed Iljazovski           |

| Nr. | Land    | Position | Spiller             |
| --- | ------- | -------- | ------------------- |
| 16  | Danmark | AN       | Jeffrey Adjei-Broni |
| 17  | Danmark | MI       | Marius Papuga       |
| 18  | Danmark | MI       | Morten Knudsen      |
| 19  | Danmark | AN       | Alexander Johansen  |
| 21  | Danmark | FO       | Benjamin Meibom     |
| 22  | Danmark | AN       | Andreas Smed        |
| 23  | Danmark | FO       | Nicolai Clausen     |
| 24  | Danmark | AN       | Simon Makienok      |
| 25  | Danmark | FO       | Malte Kiilerich     |
| 26  | Danmark | MI       | Emil Barella        |
| 27  | Danmark | AN       | Mathias Andreasen   |
| 28  | Danmark | FO       | Nicolaj Jungvig     |
| 29  | Danmark | MM       | Anders Ravn         |
| 30  | Danmark | FO       | Magnus Fredslund    |
| 42  | Tyrkiet | FO       | Mehmet Coskun       |
| 88  | Norge   | MI       | Fredrik Krogstad    |

#### Truppen, der sikrede oprykning sæsonen 2022/2023
Opdateret 13. juni 2022
| Nr. | Land     | Position | Spiller               |
| --- | -------- | -------- | --------------------- |
| 1   | Danmark  | MM       | Marco Brylov          |
| 2   | Danmark  | FO       | Daniel Stenderup      |
| 4   | Danmark  | MI       | Matti Lund Nielsen    |
| 5   | Danmark  | FO       | Matti Olsen           |
| 6   | Danmark  | MI       | Kasper Laage-Petersen |
| 7   | Danmark  | MI       | Lasse Hansen          |
| 8   | Danmark  | MI       | Martin Spelmann       |
| 9   | Danmark  | AN       | Kim Aabech            |
| 11  | Danmark  | AN       | Marcus Lindberg       |
| 12  | Danmark  | MI       | Mathias Andreasen     |
| 13  | Færøerne | MM       | Rasmus Nilsson        |
| 14  | Danmark  | MI       | Christopher Østberg   |
| 15  | Danmark  | FO       | Ahmed Iljazovski      |

| Nr. | Land       | Position | Spiller             |
| --- | ---------- | -------- | ------------------- |
| 18  | Danmark    | MI       | Nicklas Halse       |
| 19  | Jordan     | AN       | Mohamad Al-Naser    |
| 21  | Danmark    | FO       | Rasmus Louie Larsen |
| 22  | Danmark    | MI       | Andreas Smed        |
| 23  | Danmark    | FO       | Nicolaj Clausen     |
| 26  | Danmark    | FO       | Marc Nielsen        |
| 28  | Danmark    | MI       | Frederik Carlsen    |
| 30  | Danmark    | MI       | Magnus Fredslund    |
| 40  | Danmark    | MI       | Mikkel Michelsen    |
| 45  | Danmark    | AN       | Christoffer Boateng |
| 77  | Danmark    | AN       | Tobias Thomsen      |
| 99  | Montenegro | MM       | Filip Đukić         |

## Kendte spillere i Hvidovre IF
- Morten Bech
- Kenneth Brylle
- Michael Manniche
- Heinz Hildebrandt
- John Steen Olsen
- Birger Pedersen
- Peter Schmeichel (1984 – 1986)
- Stephan Sørensen
- Steen Ziegler
- Hans Aabech
- Kim Marquart
- Poul Arne Andersen
- Leif Sørensen

## Tidligere trænere
- 1962-65 Bendt Jørgensen
- 1966-67 Ernst Netuka
- 1968-69 Mario Astorri
- 1970-71 Ernst Netuka
- 1972-73 Arne Sørensen
- 1974 Willy Schøne
- 1975 Leif Schøne
- 1976-1978 Ernst Netuka
- 1979 Leif Sørensen
- 1979 Jørgen Hvidemose
- 1980-1982 John Sinding
- 1983-84 Kurt Stendahl
- 1985 John Sinding
- 1986-88 Kim Splidsboel
- 1989-90 Finn Enegaard
- 1991-2001 Jan Kalborg
- 2001-02 Frank Skytte
- 2002-04 Jan Sørensen
- 2005-06 Jan Christensen
- 2006-07 Ulf Larsson
- 2007-09 Tom Nielsen
- 2008-12 Kenneth Brylle
- 2011-15 Per Nielsen
- 2014-16 Thomas Vesth Hansen
- 2015-17 Christian Iversen
- 2017-nu Per Frandsen

## Fodnoter
1. ↑  Officielt: Hvidovre er tilbage i Superligaen tipsbladet.dk 28. maj 2023
2. ↑  "Hvidovre". {{cite web}}: Teksten "Haslund.info" ignoreret (hjælp)
3. ↑  "Michael Manniche bomber i Portugal". Pressreader.
4. ↑  "Peter Schmeichel". Fodboldlegender.dk.
5. ↑  "Vi lærte meget af Schmeichel-tiden". Tipsbladet.
6. ↑  "Spielbericht". Eintrahct-archiv.de.
7. ↑  "Video: Da Hvidovre fik 2-2 mod Real Madrid". DR.dk.

## Ekstern kilde/henvisning
- Hvidovre IFs officielle hjemmeside

| Fodbold | Spire Denne artikel om en dansk fodboldklub er en spire som bør udbygges. Du er velkommen til at hjælpe Wikipedia ved at udvide den. |